# Rhinoclemmys diademata
Rhinoclemmys diademata là một loài rùa trong họ Emydidae. Loài này được Mertens mô tả khoa học đầu tiên năm 1954.